# 에밀리 우프
에밀리 우프(Emily Woof, 1967년~)는 영국의 배우이다.

## 출연 작품

### 영화
- 1997년 Photographing Fairies
- 1997년 풀 몬티
- 1998년 Fast Food
- 1998년 벨벳 골드마인
- 1999년 Passion
- 1999년 This Year's Love
- 2003년 Silent Cry
- 2003년 Wondrous Oblivion
- 2005년 The League of Gentlemen's Apocalypse
- 2006년 Born Equal (TV 영화)

### 텔레비전
- 1999년 올리버 트위스트
- 2007년 아가사 크리스티: 미스 마플 - 복수의 여신(Nemesis) 편
- 2012년 여형사 베라
- 2013년 장 르노의 8구역 (Jo)
- 2015년 Inspector George Gently

### 도서
- 2010년 The Whole Wide Beauty
- 2015년 The Lightning Tree